# هزاران عليا
هزاران عليا (بالفارسية: هزاران علیا) هي منطقة سكنية تقع في قسم قوريتشاي الشرقي الريفي في إيران. يقدر عدد سكانها بـ 45 نسمة .